# Putineiu (Teleorman)
Putineiu è un comune della Romania di 2 537 abitanti, ubicato nel distretto di Teleorman, nella regione storica della Muntenia. 
Il comune è formato dall'unione di 3 villaggi: Băduleasa, Cârlomanu, Putineiu.